# Barricada (película)
Barricada es una película producida en Puerto Rico por Producciones Zer0filme Inc. entre 2006 y 2009. 
“Barricada” es una película independiente del género de horror que trata sobre voluntarios que trabajan como recolectores de artículos de primera necesidad para refugiados en un mundo afligido por un virus desconocido que torna a la persona contaminada en un ser violento y hambriento por carne humana.
Esta película es producida por Producciones Zer0filme Inc., una compañía netamente puertorriqueña,  sin fines de lucro, que tiene como propósito principal promover el talento local en el área de cine independiente utilizando talleres y producciones que aseguren un alto nivel de profesionalismo.

## Reparto
- José Santos Ferrer como “Mendoza”.
- Jorge Luis Berrios como “Bebo”.
- Jean Carlo Carreras como “José”.
- Yazmin Rivera como “Yoly”.
- Benjo AKA B. Kill como "Benji".
- Alfred D. Herger como "César".

## Escrita y dirigida por
- Vance McLean Ball y Joe Vargas

## Producida por
- Eugene Raphael Hudders

## Maquillaje por
- Elisabet Diaz – Supervisora
- Luis Kaell Matías
- Amanda Peláes
- Jorge Berrios
- Cynthia de la Paz
- Antonio Orta
- Yaritza Santana
- Miglia Arroyo
- José Manuel Ortiz
- Irene Rivera

## Casa Productora
- Producciones Zer0filme Inc.

## Estreno Oficial
La película “BARRICADA” estrenara oficialmente como parte de la 11.ª edición del festival Buenos Aires Rojo Sangre (BARS). La misma se realizará en el Complejo Monumental Lavalle (Lavalle 780) entre el 28 de octubre y el 3 de noviembre.